# Miconia amilcariana
Miconia amilcariana là một loài thực vật có hoa trong họ Mua. Loài này được Almeda & Dorr mô tả khoa học đầu tiên năm 2006.